# Pequena África

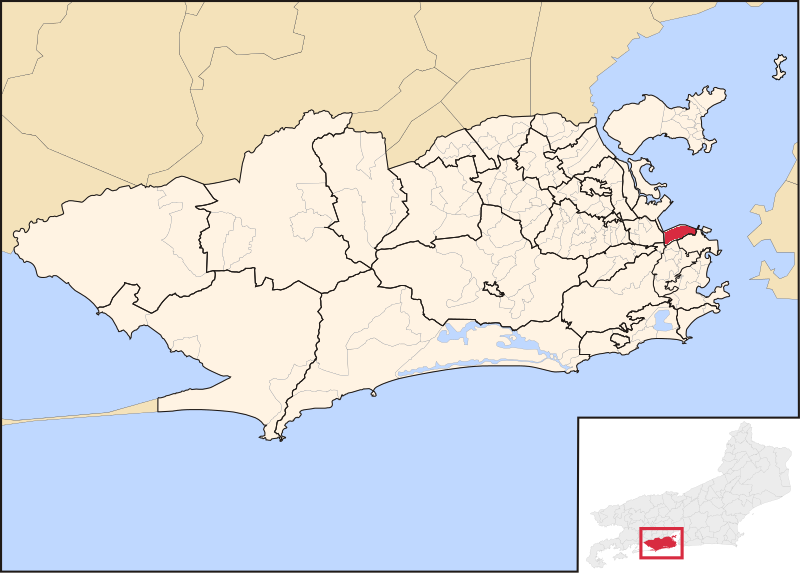
Pequena África (1850 - 1920).

Pequena África (litt. « Petite Afrique ») est le nom donné par Heitor dos Prazeres à un quartier de Rio de Janeiro comprenant la zone portuaire de Rio de Janeiro, Gamboa, Saúde où se trouvent les communautés restantes des Quilombos de Pedra do Sal (pt), Santo Cristo et d'autres lieux habités par des esclaves affranchis et qui de 1850 à 1920 étaient connus sous le nom de « Petite Afrique »,.

## Descriptions

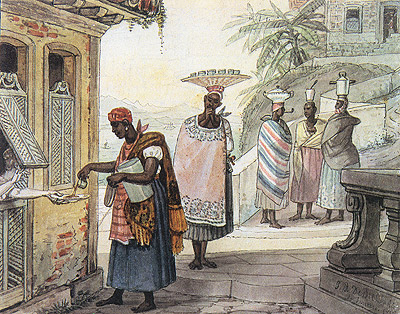
au XIXe siècle.

João do Rio décrit en 1904 dans le livre As Religiões no Rio (pt) (« les Religions à Rio »), avec des coups de pinceau étranges et bizarres, le côté sombre et pauvre de Rio avec des distorsions de mots prononcés par un Africain nommé Antônio qui étudiait à Lagos et qui lui servait d'interprète dans le quartier de Pequena África :

« Du grand nombre d'esclaves arrivés à Rio pendant le Brésil colonial et le Brésil monarchique, il reste environ un millier de Noirs (rien que sur les quais). Ils sont tous issus de petites nations de l'intérieur de l'Afrique, ils appartiennent aux Ijexá, Oié, Ebá, Aboum, Hausa, Itaqua, ou se considèrent comme les enfants des Ibouam, Ixáu du Gege et des Cambindas . Certains riches envoient leurs descendants brésiliens en Afrique pour étudier la religion, d'autres laissent les mystères et la sorcellerie en dot à leurs enfants croisés. Cependant, ils parlent tous une langue commune : l'eubá (yoruba). Et il conclut : Antônio, qui a étudié à Lagos, a dit : Eubá pour les Africains est l'anglais pour les peuples civilisés. Quiconque parle Eubá peut traverser l’Afrique et vivre parmi les noirs de Rio. Seuls les Cambindas ignorent l'Eubá, mais ils ignorent même leur propre langue, ce qui est très difficile, car lorsque les Cambindas parlent, ils mélangent toutes les langues. Désormais, les Orixás et les Alufás ne parlent que l'Eubá. »

Dans cet extrait, le mot Orixás est utilisé pour désigner les habitants du Candomblé, les Nagôs, les Bantous et les Jejes qui sont pour la plupart analphabètes ; le mot Alufá (pt) fait référence aux musulmans noirs qui ont été éduqués, lus et écrits en arabe.

« Les Iauôs abondent dans cette "Babel de la croyance", ils nous croisent quotidiennement, ils sourient aux soldats ivres dans les maisons closes bon marché, ils vendent des friandises sur les places, aux portes des établissements commerciaux, ils fournissent à l' Hospice sa part de folie, ils sèment l'hystérie entre honnêtes dames et cocottes, ils explorent et se font exploiter, ils vivent de croyance et nourrissent un caftisme inconscient. Les iauô sont les démoniaques et grands farcistes de la race noire, les obsédés et les délirants . L'histoire de chacun d'eux, quand elle n'est pas une sinistre pantomime d' alcool et de mancebia, est un tissu de faits cruels, anormaux, inédits, faits d'invisible, de sang et de mort. Le iauô est la base du culte africain. Ils utilisent tous des signes extérieurs du saint, des vêtements symboliques, des chapelets et des colliers de perles aux couleurs préférées de la divinité à laquelle ils appartiennent ; Tous sont liés au rite sauvage par des mystères qui les obligent à passer leur vie dans les fêtes, à se sentir saints et à respecter le pai de santo. »

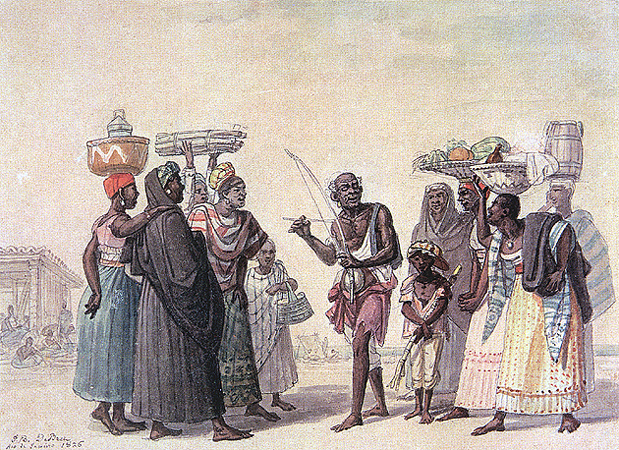
Costumes africains, XIXe siècle.

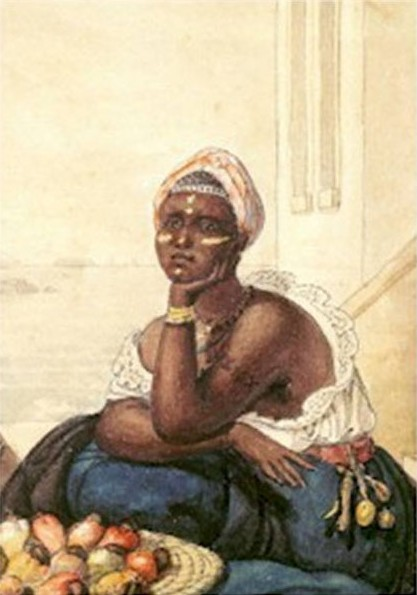
Femme africaine vendant des noix de cajou.

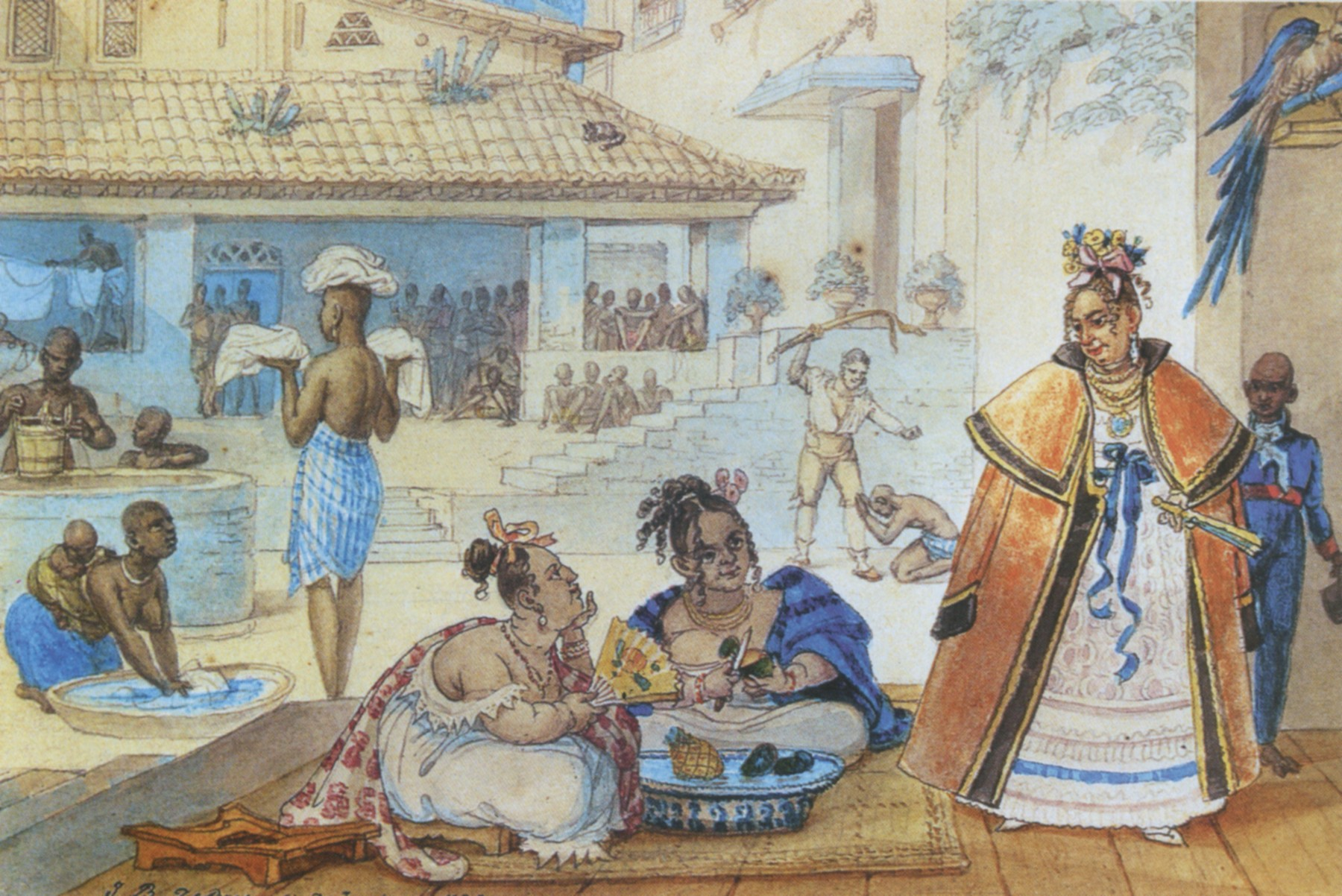
Costumes africains, XIXe siècle.

Dans cet autre extrait, il parle des iaôs (pt) du Candomblé comme s'ils étaient touts des prostitués, ce qui est faux : on suppose d'après les rapports que l'Africain Antônio n'a dû emmener João do Rio que dans les tanières, les quartiers chauds et auprès des pais de santo marmoteiros  de macumba, car dans un autre passage il décrit l'initiation d'un iaô, quelque chose qu'un terreiro sérieux ne permettrait jamais à un étranger, même s'il était accompagné d'un membre de la maison. Peut-être appellent-ils iauôs à la fois les quituteiras parce qu'elles s'habillent pour le travail comme les filles du saint d'une robe en terreiro, et d'autres Africains venant de Bahia parce qu'ils portaient le même costume à l'époque.
Selon la description d'Antônio faite par João do Rio :

« Antonio est comme ces adolescents africains dont parle l'écrivain anglais. Ces adolescents connaissaient les dieux catholiques et leurs propres dieux, mais ne vénéraient que le whisky et le schilling. Antônio connaît très bien Notre-Dame des Douleurs et les orishas africains, mais il ne respecte que le papier-monnaie et le vin de Porto. Grâce à ces deux puissants agents, j'ai pu jouir de l'intimité d'Antônio, un Noir intelligent et vif ; grâce à Antônio, j'ai pu connaître les maisons des rues de São Diogo, Barão de S. Felix, Hospício, Núncio et América, où se déroulent les candomblés et où vivent les pais-de-santo. »

Dans un ghetto africain, on ne lui montrait que ce qu'on voulait qu'il voie. Le Candomblé sérieux était à l'abri des regards indiscrets. Malgré cela, un livre a été écrit contenant des absurdités sur les orixás qui ont été considérées comme une vérité absolue, comme l'identification d'Exu avec le diable lui-même.
Cette définition ne correspond pas à la « Petite Afrique » adorée et fréquentée par de grandes figures noires du monde musical de Rio, comme Pixinguinha, Donga, João da Baiana, Heitor dos Prazeres, qui se réunissaient chez l'ialorixá Tia Ciata (1854 - 1924) pour jouer du batuque.
Tia Ciata travaillait comme confiseuse sur la Rua da Carioca, toujours habillée en bahianaise (pt), et était une leader culturelle et mère de seize enfants.
Reginaldo Prandi (pt) écrit : « Le candomblé dans cette ville est un culte organisé. Continuons à lire un peu plus sur João do Rio. Il parle des babalaôs, mathématiciens de génie, connaissant les saints secrets et l'avenir du peuple, qui jouent de l' opelé, et parle des babas, qui lancent l' endilogum ; ce sont des babaloxás, pères de saints vénérables. Ils mettent la poudre du salut dans les rides de leur visage et dans leur bouche ils ont toujours l' obi, la noix de kola. […] Il y a les babalaôs, les açobáa, les aboré, grain maximum, les petites mères, les ogãs, les agibonam... et les iaôs, évidemment, à qui João do Rio consacre de nombreuses pages d'une grande précision et de préjugés très explicites. »

## Représentation dans la culture
La « Petite Afrique » est représenté dans la telenovela brésilienne Nos Tempos do Imperador (pt), où elle constitue un bastion des noirs libres à Rio de Janeiro. Elle est gouvernée par Dom Olu Maquemba, roi de la Petite Afrique, joué par Rogério Brito. C'est une allusion claire à deux princes noirs qui vivaient au Brésil, Dom Oba II (pt) et Osuanlele, prince d'Ajudá (pt).